# HCMOS
Pour les articles homonymes, voir CMOS.
HCMOS désigne une technique de fabrication de circuits intégrés.
Introduite au début des années 1980, elle constitue une amélioration de la technique CMOS. Le remplacement de la grille métallique des transistors par une grille en silicium (Si-gate), la réduction de la longueur des canaux et des épaisseurs d'oxyde et la diminution des capacités parasites grâce à l'auto-alignement des grilles, ont permis d'augmenter la sensibilité et la rapidité des circuits et de diminuer leur consommation électrique, en contrepartie d'une limitation de la tension d'alimentation maximale.
Dans la documentation des circuits logiques standards, le « H » du sigle HCMOS fait référence à la rapidité des circuits (High speed CMOS), tandis que dans celle des microprocesseurs et des microcontrôleurs, il fait référence à leur densité de fabrication (High density CMOS),.

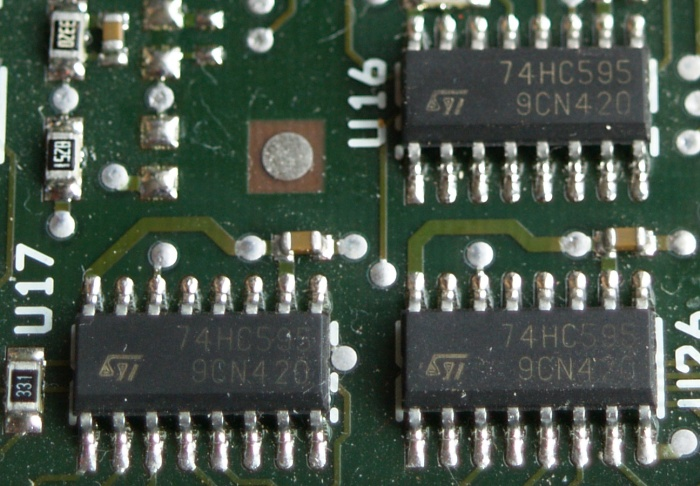
Circuit intégré 74HC de STMicroelectronics.

Les circuits logiques standardisés HCMOS classiques se déclinent principalement en deux familles 74HC et 74HCT, avec des variantes 54HC et 54HCT répondant aux normes militaires.
Ces familles reproduisent la nomenclature, le brochage et la fonction logique de la plupart des circuits de la série 7400 (TTL) et de certains circuits de la série 4000 (CMOS). Elles proposent également quelques références inédites, comme des boîtiers contenant un nombre réduit de portes logiques.
Les familles 74HC et 74HCT présentent des caractéristiques électriques différentes.
La famille 74HCT a été conçue pour assurer une compatibilité avec les circuits TTL. Ses circuits requièrent une tension d'alimentation normalement comprise entre 4,5 V et 5,5 V. Un niveau logique haut correspond à une tension d'entrée supérieure à 2 V (VIH) et un niveau logique bas correspond à une tension d'entrée inférieure à 0,8 V (VIL).
Les circuits de la famille 74HC ne sont pas compatibles avec les circuits TTL, mais ils peuvent fonctionner dans une plage de tensions d'alimentation beaucoup plus grande, normalement comprise entre 2 V et 6 V. Sous une tension d'alimentation de 4,5 V, un niveau logique haut correspond à une tension d'entrée supérieure à 3,15 V (VIH) et un niveau logique bas correspond à une tension d'entrée inférieure à 1,35 V (VIL).
L'évolution des familles 74HC et 74HCT a donné lieu respectivement à l'apparition des familles 74AHC et 74AHCT (pour Advanced HCMOS) qui présentent des temps de propagation beaucoup plus courts.